# Kościół ewangelicki w Buku
Kościół ewangelicki w Buku – kościół ewangelicki, który znajdował się w Buku, w województwie wielkopolskim. Po II wojnie światowej przebudowany na instytucje kulturalne.

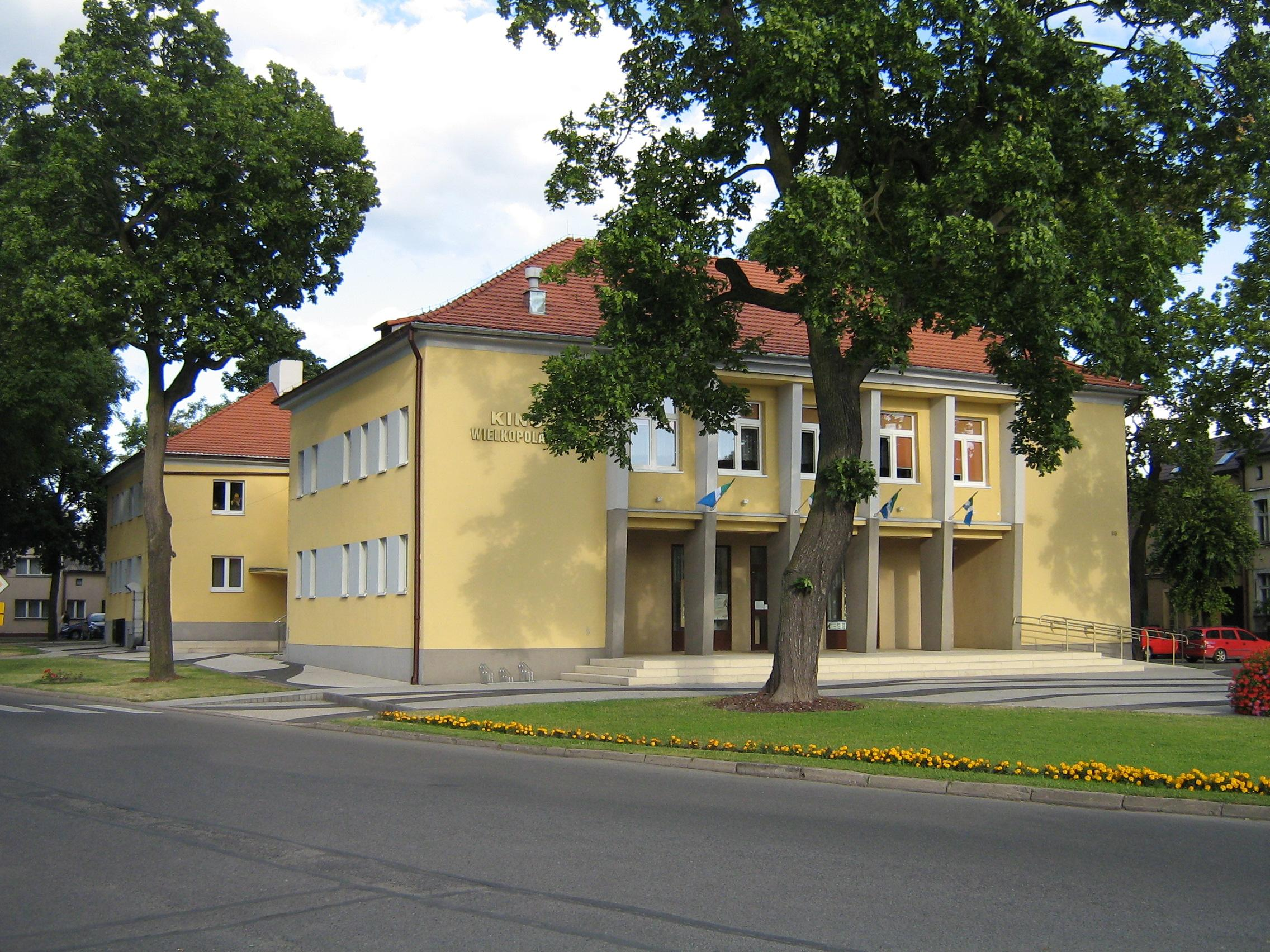
Kino Wielkopolanin (2011)

## Historia
Zbudowany został dla miejscowej ludności niemieckiej w pierwszej połowie XIX w. na obecnym Placu Stanisława Reszki. Uroczystość jego poświęcenia odbyła się 31 sierpnia 1845 roku, a pierwszym pastorem został Christian Julius Friedrich Erdmann (1844–1868). W 1895 roku kościół został rozbudowany i służył ewangelikom do końca II wojny światowej. W dniu 9.09.1945 ks. Chilomer dokonał poświęcenia kościoła i umieścił w nim kopię obrazu Matki Boskiej Bukowskiej. Z Kościoła Św. Krzyża przewieziono Najświętszy Sakrament i odprawiono pierwszą mszę świętą. 22.08.1951 w wieżę kościelną uderzył piorun, wskutek pożaru wieża zawaliła się. W roku 1962 obiekt został przebudowany na dom kultury. Od 1970 r. budynek ten jest siedzibą Kina Wielkopolanin i biblioteki.